# The Center of the World
The Center of the World è un film del 2001 diretto da Wayne Wang, scritto da Ellen Benjamin Wong e interpretato da Peter Sarsgaard e Molly Parker. Tra i soggettisti, oltre allo stesso regista Wayne Wang, vi sono Miranda July, Paul Auster e Siri Hustvedt. In Italia è conosciuto anche con il nome Il centro del mondo.
Il film venne presentato fuori concorso al 54º Festival di Cannes del 2001.

## Trama
Il film racconta il rapporto mercenario tra una spogliarellista e un ricco ingegnere. Quando questi offre alla donna diecimila dollari per fargli compagnia a Las Vegas, la donna accetta a patto che tra i due non ci siano né baci e né alcun tipo di sentimento.

## Produzione

### Riprese
Il film è stato girato a Santa Clarita, a Las Vegas e a Los Angeles.

## Accoglienza

### Incassi
Nella settimana d'apertura il film ha incassato $67.809 negli Stati Uniti (20 aprile 2001). Per un incasso totale di $1.096.037 (13 luglio 2001).

### Riconoscimenti
- Independent Spirit Awards 2002
  - Nomination Miglior attrice protagonista a Molly Parker